# Paul Gallez
Pour les articles homonymes, voir Gallez.
Paul Gallez (Bruxelles, 20 janvier 1920 - Bahía Blanca 12 juillet 2007) est un cartographe et historien argentin d'origine belge qui vivait à Bahía Blanca, ville de la province de Buenos Aires, en Argentine.

## Biographie
Il mène une recherche approfondie sur des cartes pour montrer que l'Amérique était connue bien avant les grandes découvertes des XVe et XVIe siècles, et s'inspire de travaux antérieurs effectués par Dick Edgar Ibarra Grasso et Enrique de Gandía.
Il est le premier à identifier tous les principaux systèmes fluviaux de l'Amérique du Sud dans le carte de 1489 d'Henricus Martellus Germanus, en utilisant une grille de distorsion.
Il est, avec quelques autres historiens, à l'origine de la dénommée école argentine de protocartographie.
À partir de 1978, il appartient au comité de patronage de Nouvelle École.

## Publications
- 1990 La Cola del Dragón. América del Sur en los mapas antiguos, medievales y renacentistas. 185 pp., 53 ilus. in-8º. B. Blanca, Instituto Patagónico.
- 1991 Cristobal de Haro. Banqueros y pimenteros en busca del estrecho magállanico. 112 pp., 22 ilustr. in-8º. B. Blanca, Instituto Patagónico.
- 1999 Protocartografia y exploraciones. 132 pp., 32 mapas, 6 ilust. Bahía Blanca, Inst. Patag.
- Walsperger and His Knowledge of the Patagonian Giants, 1448. In: Imago Mundi. The international journal for the history of cartography. Thaylor & Francis, London 1981 (Jg. 33), S. 91-93
- Problems of regional planning in semi arid countries, The Annals of Regional Science Volume 4, Number 2, 36-42, DOI: 10.1007/BF01294887
- Les travaux de l'École Argentine de Protocartographie, Archives internationales d'Histoire des Sciences, Vol. XXVIII, Nº102, p. 119-120, 1978, Wiesbaden, Allemagne